# 中国航空制造技术研究院
中国航空制造技术研究院（英語：AVIC Manufacturing Technology Institute）是中国一家从事航空航天材料和国防武器研究、开发和制造的机构，隶属于中国航空工业集团公司。其总部位于北京市朝阳区。现任院长是李志强。

## 沿革
中国航空制造技术研究院最早可以追溯到1957年5月建立的“第二机械工业部第九研究所（航空工艺与生产组织研究院）”。2016年12月26日，“北京航空制造工程研究所”(Beijing Aeronautical Manufacturing Technology Research Institute (BAMTRI)) 合并原来的中国航空工业集团公司旗下机构和组织，组建“中国航空制造技术研究院”。

## 学位授予
中国航空制造技术研究院自1965年开始招收研究生，次年文化大革命爆发之后中断，直到1978年才恢复招生。1982年5月，研究院可以授予学生硕士学位。2012年，研究院招收第一届博士研究生。 

## 行政管理
中国航空制造技术研究院的院长、分党组副书记是李志强，分党组书记、副院长是张亚平。